# 吴元迈
吴元迈（1934年1月—2023年4月17日），男，安徽歙县人，中共党员，中国社会科学院荣誉学部委员，曾任中国社会科学院外国文学研究所所长。

## 生平
1953年6月毕业于安徽徽州师范学校，同年秋进入安徽师范学院（现安徽师范大学）中文系学习。1954年秋在北京俄语专科学校留苏预备部（现北京外国语大学）学习，后赴苏联留学，先后就读于基辅大学和列宁格勒大学（现圣彼得堡国立大学），1960年夏于列宁格勒大学语文系俄罗斯文学专业毕业。回国后在中国科学院文学研究所工作，历任中国科学院外国文学研究所苏联文学研究室副主任、文艺理论研究室主任，中国社会科学院外国文学研究所所长、党委书记。1997年任中国作家协会全国委员会委员。
1986年获“有突出贡献的中青年专家”称号，1991年获批享受国务院政府特殊津贴。2006年8月，被推选为中国社会科学院首批荣誉学部委员。
2023年4月17日，因病在北京逝世，享年89岁。

## 社会兼职
曾担任的主要社会兼职有：第九届全国政协委员，国家社科基金外国文学评审组组长，中国中外文学理论学会会长，全国马列文论研究会会长。

## 著作
- 《苏联文学思潮》（1985年，浙江文艺出版社）
- 《探索集》（1986年，外国文学出版社）
- 《现实的发展和现实主义的发展》（1989年，漓江出版社）
- 《文学作品的存在方式》（1993年，海南出版社）
- 《吴元迈文集》（2005年，上海辞书出版社）
- 《20世纪外国文学史》（五卷本）（主编）（2005年，译林出版社、凤凰出版社），荣获首届中国出版政府奖[6]
- 《俄苏文学及文论研究》（2014年，中国社会科学出版社）